# Astranthium
Astranthium es un género de plantas con flores perteneciente a la familia Asteraceae. Comprende 15 especies descritas y solo 12 aceptadas.

## Taxonomía
El género fue descrito por Thomas Nuttall y publicado en Transactions of the American Philosophical Society, new series, 7: 312. 1841[1840]. La especie tipo es Astranthium integrifolium (Michx.) Nutt.

## Especies
A continuación se brinda un listado de las especies del género Astranthium aceptadas hasta junio de 2011, ordenadas alfabéticamente. Para cada una se indica el nombre binomial seguido del autor, abreviado según las convenciones y usos.
- Astranthium beamanii DeJong
- Astranthium ciliatum (Raf.) G.L.Nesom
- Astranthium integrifolium (Michx.) Nutt.
- Astranthium laetificum DeJong
- Astranthium mexicanum (A.Gray) Larsen
- Astranthium orthopodum (B.L.Rob. & Fernald) Larsen
- Astranthium purpurascens (B.L.Rob.) Larsen
- Astranthium reichei Rzed.
- Astranthium robustum (Shinners) DeJong
- Astranthium splendens DeJong
- Astranthium xanthocomoides (Less.) Larsen
- Astranthium xylopodum Larsen